# Holzheim (Lauterhofen)
Holzheim ist ein Gemeindeteil des Marktes Lauterhofen im Landkreis Neumarkt in der Oberpfalz. Es handelt sich um einen Weiler mit sechs Häusern.
Kirchlich gehört Holzheim zur Pfarrei Oberwiesenacker im Dekanat Habsberg.
Am 1. Mai 1978 wurde Engelsberg mit Nattershofen (Gemeindesitz), Finsterhaid, Hillohe, Holzheim, Mantlach und Thürsnacht nach Lauterhofen eingemeindet.